# Frenesia del piacere
Frenesia del piacere (The Pumpkin Eater) è un film del 1964 diretto da Jack Clayton, tratto dal romanzo La signora Armitage di Penelope Mortimer edito da Minimum Fax (2014) e adattato per il cinema da Harold Pinter.
Il film fu presentato in concorso al 17º Festival di Cannes, dove Anne Bancroft vinse il premio per la miglior interpretazione femminile.

## Trama
Jake Armitage e sua moglie Jo vivono a Londra con sei degli otto figli di Jo, con i due ragazzi più grandi in collegio.
I bambini derivano da tre matrimoni di Jo, e solo il più giovane è figlio biologico di Jake, anche se questi li tratta tutti come suoi. Jo ha cacciato il suo secondo marito Giles dopo l'incontro con Jake, amico di Giles, perché immediatamente attratti l'uno dall'altro.
La loro vita borghese è molto diversa da quella già condotta da Giles e Jo, che vivevano in una stalla nella campagna inglese. Ma Jo rimugina sul suo matrimonio con Jake che è divenuto teso, con problemi su entrambi i lati. Jo ha sospetti di infedeltà cronica nei confronti di Jake, e ogni volta che una prova si presenta la confronta con i suoi sospetti.
Lo psichiatra di Jo è convinto che utilizza il parto come una spiegazione logica per il sesso, che crede lei trovi volgare. Questi problemi hanno posto Jo in uno stato di fragilità mentale.
Entrambi affermano di amarsi l'un l'altra, ma nessuno dei due ne sembra davvero convinto.
Mentre Jake e Jo si preparano a tornare nella campagna inglese, in una nuova casa in vista del vecchio fienile di Jo, sia Jo sia Jake giungono a delle conclusioni non dette: se il loro matrimonio può resistere a tali tensioni, e se sì, di che tipo di matrimonio esso sia destinato ad essere.

## Premi e candidature
- 1964 - Festival di Cannes
  - Miglior interpretazione femminile a Anne Bancroft - a pari merito con Barbara Barrie
- 1965 - British Academy Film Award: 
  - Migliore attrice straniera a Anne Bancroft
  - Migliore sceneggiatura a Harold Pinter
  - Migliore fotografia per un film britannico in bianco e nero a Oswald Morris
  - Migliori costumi per un film britannico in bianco e nero a Sophie Harris
  - Candidatura Miglior film internazionale a Jack Clayton e James Woolf
  - Candidatura Miglior film britannico a Jack Clayton e James Woolf
  - Candidatura Migliore scenografia per un film britannico in bianco e nero a Edward Marshall
- 1965 - Premio Oscar
  - Candidatura Miglior attrice protagonista a Anne Bancroft
- 1965 - Golden Globe
  - Migliore attrice in un film drammatico a Anne Bancroft

## Critica
«Un dramma familiare attraversato dalle inquietudini esistenziali degli anni Sessanta... Grande interpretazione della Bancroft» ** 